# Orliénas
Orliénas är en kommun i departementet Rhône i regionen Auvergne-Rhône-Alpes i östra Frankrike. Kommunen ligger i kantonen Mornant som tillhör arrondissementet Lyon. År 2022 hade Orliénas 2 633 invånare.

## Befolkningsutveckling
Antalet invånare i kommunen Orliénas
| Referens: INSEE |